# Izvedeno povpraševanje
Izvedeno povpraševanje je ekonomski pojem, kjer je povpraševanje po enem blagu odvisno od povpraševanja po nekem drugem.
Primer izvedenega povpraševanja je povpraševanje po delu, saj je odvisno od izbranega obsega proizvodnje in cen dela oziroma mezd.